# Евдамід I
Евдамід I (дав.-гр. Εὐδαμίδας; д/н — 305 до н. е.) — цар Спарти близько 331—305 роках до н. е.

## Життєпис
Походив з династії Евріпонтидів. Молодший син царя Архідама III. 331 року до н. е. після загибелі брата — царя Агіса III — в битві при Мегалополі Евдавид став царем Спарти. Він відправив посольство до Олександра III, царя Македонії, з яким було укладено мир. Спарта вимушена була визнати зверхність Македонії, але зберегла свої державні установи.
Подальне панування Евдаміда I було відзначено як мирне. Відоме про відвідування Евдамідом I Афін, коли Академією керував Ксенократ. Відвідав декілька уроків філософії.
Йому спадкував старший син Архідам IV.